# جون كالندر
جون كالندر (بالإنجليزية: John Callender)‏ (3 سبتمبر 1903 في المملكة المتحدة - 13 ديسمبر 1980 بتشيسترفيلد في المملكة المتحدة) هو لاعب كرة قدم بريطاني (وحمل سابقاً جنسية المملكة المتحدة لبريطانيا العظمى وأيرلندا) في مركز الوسط. لعب مع بورت فايل ونادي تشيسترفيلد ونادي غيتزهد ولينكولن سيتي أف سي ونادي أشينغتون ‏.